# Jean Morellon
Jean Morellon, né le 21 janvier 1921 à Messeix (Puy-de-Dôme) et mort le 30 janvier 2013 à Ceyrat (Puy-de-Dôme), est un homme politique français. Proche de Valéry Giscard d'Estaing, il est député du Puy-de-Dôme entre 1969 et 1981 et président du conseil régional d'Auvergne de 1974 à 1977.

## Biographie
Jean Joseph Antonin Guy Morellon est le fils de François Morellon, pharmacien, et de Marie-Thérèse Jaby. Après un premier mariage lors duquel il a quatre enfants, Jean Morellon se marie en secondes noces en 1985.
À la suite d’études à la faculté de médecine de Strasbourg, il exerce la profession de médecin dans sa ville natale, Messeix, puis à La Bourboule. De 1990 à 2010, il est vice-président de l'Association générale des médecins de France (AGMF).
Jean Morellon entre en politique en 1953, lorsqu'il est élu conseiller municipal de Messeix ; il est maire de la commune à deux reprises entre 1965 et 1983. Il est également élu conseiller général du Puy-de-Dôme dans le canton de Bourg-Lastic en 1967 et 1973, sous l'étiquette de la Fédération nationale des républicains indépendants (FNRI) — qui est présidée par Valéry Giscard d'Estaing, dont il est un proche — et exerce la fonction de vice-président du conseil général du département de 1973 à 1976.
Lors des élections législatives de 1968 dans la deuxième circonscription du Puy-de-Dôme (Clermont-Ferrand nord et sud-ouest), il est le suppléant de Valéry Giscard d'Estaing, qui remporte le scrutin. L’année suivante, lorsque celui-ci intègre le gouvernement Chaban-Delmas, Jean Morellon devient député, siégeant au sein du groupe des Républicains indépendants. Valéry Giscard d'Estaing étant réélu député en 1973 et de nouveau nommé au gouvernement, Morellon retrouve son mandat à l’Assemblée nationale.
De 1973 à 1976, Jean Morellon est vice-président du conseil général du Puy-de-Dôme. En 1974, il devient le premier président du conseil régional d'Auvergne, une fonction qu'il occupe jusqu'en 1977. Candidat aux élections législatives de 1978 (Giscard, élu président de la République en 1974, ne se présente pas), il est élu parlementaire dès le premier tour avec 51,8 % des suffrages. Il siège sur les bancs du groupe UDF et devient questeur de l’Assemblée nationale,.
Il perd son mandat de conseiller général en 1979, étant battu par le candidat du Parti socialiste, Paul Passelaigue. Il ne se présente pas aux élections législatives de 1981, Claude Wolff, lui aussi proche de Giscard, lui succédant. Tête de la liste aux élections municipales de 1983 à Clermont-Ferrand, Jean Morellon échoue face à la liste conduite par le socialiste Roger Quilliot et siège dans l’opposition pendant six ans. Avec 43 % des voix, il est également battu lors des élections sénatoriales de la même année, les trois sièges en jeu revenant à des socialistes. Il exerce sa dernière fonction élective à La Bourboule, où il est premier adjoint au maire de 1989 à 1994.
Retiré de la vie politique, Jean Morellon meurt le 30 janvier 2013 à Ceyrat (Puy-de-Dôme), à 92 ans.

## Détail des mandats et fonctions

### À l’Assemblée nationale
- 1969-1973 ; 1973-1981 : député de la deuxième circonscription du Puy-de-Dôme
- 1978-1980 : questeur

### Sur le plan local
- 1953-1983 : conseiller municipal de Messeix
- 1965-1971 ; 1977-1983 : maire de Messeix
- 1967-1979 : conseiller général du Puy-de-Dôme, élu dans le canton de Bourg-Lastic
- 1973-1976 : vice-président du conseil général du Puy-de-Dôme
- 1974-1977 : président du conseil régional d'Auvergne
- 1983-1989 : conseiller municipal de Clermont-Ferrand
- 1989-1994 : premier adjoint au maire de La Bourboule

### Au sein de partis
- Jusqu’en 1981 : président de la fédération Parti républicain du Puy-de-Dôme
- 1978-1986 : président de la fédération UDF du Puy-de-Dôme

## Décoration
- Officier de la Légion d'honneur[1]